# Scarabaeus parvulus
Scarabaeus parvulus är en skalbaggsart som beskrevs av Karl Henrik Boheman 1860. Scarabaeus parvulus ingår i släktet Scarabaeus och familjen bladhorningar. Inga underarter finns listade i Catalogue of Life.